# Резолюция Совета Безопасности ООН 757
Резолюция 757 Совета Безопасности ООН была принята 30 мая 1992 года, вводившая всеобщие санкции против Югославии. Подтвердив резолюции 713 (1991), 721 (1991), 724 (1991), 727 (1992), 740 (1992), 743 (1992), 749 (1992) и 752 (1992), Совет осудил югославские власти за невыполнение резолюции 752.
Потребовав от хорватской армии соблюдения статьи 4 Резолюции 752, Совет Безопасности заявил, что все государства-члены ОНО должны соблюдать следующие правила до тех пор, пока Резолюция 752 не будет выполнена. Он также потребовал, чтобы все государства-члены выполнили следующие требования:
(а) предотвращать импорт всех продуктов и товаров из Югославии или любую деятельность их граждан по продвижению такого экспорта;
(б) предотвращать продажу всех продуктов и товаров в Югославию, за исключением гуманитарной помощи;
(c) не предоставлять Югославии какие-либо коммерческие, промышленные или общественные фонды или финансовые ресурсы;
(d) отказывать в разрешении самолёту взлетать, приземляться или пролетать над их территорией, если он предназначен для приземления или прибыл из Югославии, за исключением гуманитарных соображений;
(e) запретить техническое обслуживание или проектирование самолётов в Югославии или эксплуатируемых ею;
(f) сократить количество дипломатического и консульского персонала в Югославии;
(g) ограничить участие в спортивных мероприятиях в стране;
(h) приостановить научные, технические и культурные обмены и посещения.
Совет далее постановил, что санкции не должны применяться к Силам Организации Объединённых Наций по охране, Конференции по Югославии или Миссии наблюдателей Европейского сообщества. Он также призвал к созданию зоны безопасности в Сараево и его аэропорту, а также призвал Комитет Совета Безопасности, учрежденный резолюцией 724, контролировать эмбарго на поставки оружия в Югославию, а Совет в целом будет держать ситуацию под контролем.
Резолюция 757 была принята 13 голосами при двух воздержавшихся голосах представителями Китая и Зимбабве, при этом никто не голосовал против неё.

## Причины введения санкций
Официально причинами введения санкций против СРЮ Совет Безопасности ООН назвал невыполнение Югославией требований резолюции 752 от 15 мая 1992 года. Данная резолюция выдвигала следующие требования к участникам конфликта в Боснии и Герцеговине:
- Прекращение боевых действий в Боснии и Герцеговине
- Прекращение вмешательства в ситуацию в БиГ Югославской народной армии и Вооруженных сил Хорватии
- Роспуск всех паравоенных формирований на территории БиГ
- Прекращение переселений и этнических чисток
- Содействие конфликтующих сторон в оказании гуманитарной помощи пострадавшим и т. д.

С 15 по 21 мая 1992 года Генеральный секретарь ООН Бутрос Бутрос-Гали и Совет Безопасности ООН в своей резолюции номер 752 потребовали от Союзной Республики Югославии прекращения вмешательства в события в Боснии и Герцеговине, которое по их мнению осуществляла СРЮ, и вывода из Боснии подразделений Югославской народной армии. В ответном письме от 26 мая президиум и правительство Югославии сообщили, что с 19 мая на территории Боснии нет югославских войск, югославско-боснийская граница в течение уже 30 дней закрыта для военных формирований и что Югославия готова к полному сотрудничеству с ООН. 30 мая 1992 года Совет Безопасности проголосовал за введение санкций против Югославии, приняв резолюцию под номером 757. В ответ президиум СРЮ направил Генеральному секретарю ООН телеграмму с просьбой созвать Международную конференцию по Югославии, на которой страна пошла бы на ряд уступок, включая и распределение миротворческих сил на границе между Югославией и Боснией и Герцеговиной. Однако ни данное обращение, ни последовавшие за ним не изменили ситуацию.

## Действие санкций

Бутрос Бутрос-Гали — Генеральный секретарь ООН в период введения санкций

Резолюция Совбеза ООН под номером 757 запрещала странам-членам ООН любые торговые операции с Югославией, использование югославских кораблей и самолётов, деловые контакты, все финансовые транзакции с физическими и юридическими лицами из СРЮ. Замораживались югославские валютные фонды за границей, вводились ограничения на перелет и посадки югославских самолётов, сокращалась численность состава югославских дипломатических корпунктов, запрещалось участие югославских представителей в спортивных мероприятиях за границей, останавливалось научно-техническое и культурное сотрудничество. Единственное исключение было сделано для ввоза в Югославию продовольствия, медикаментов и т. д.
Действие санкций началось на следующий день после принятия резолюции 757. Ряд стран заявил о начале их выполнения и потребовали закрытия в своих столицах югославских посольств и консульств. ФИФА запретила спортсменам из Югославии участвовать в международных соревнованиях. 2 июня США прервали воздушное сообщение с Югославией и заморозили банковские счета СРЮ в своих банках, прекратили научно-техническое и культурное сотрудничество, а ЕС заявил о совместных действиях в торговом эмбарго против СРЮ. 7 июня была закрыта югославско-румынская граница для провоза товаров. Ряд стран ввел режим виз для граждан Югославии.

## Санкции в спорте
Сборная Югославии по футболу вышла в финальную часть чемпионата Европы по футболу, прошедшего в Швеции в июне того же года, но была дисквалифицирована из-за санкций ООН. Занявшая в ходе отбора второе место сборная Дании позднее заменила Югославию, выиграв в итоге чемпионат.
Несмотря на то, что сборная уже Союзной Республики Югославия была включена в европейскую квалификационную группу 5 чемпионата мира 1994 года, 1 октября 1992 года ФИФА исключила страну из отборочного цикла чемпионата мира. Причиной дисквалификации было то, что к этому моменту страна не сумела добиться отмены санкций ООН, которые запрещали любые контакты в области спорта с Сербией и Черногорией. Эти же запреты не позволили сборной заявиться в отборочный цикл чемпионата Европы 1996 года: сборная вернулась в футбол только в отборочном цикле к чемпионату мира 1998 года.
Незадолго до начала летних Олимпийских игр 1992 года Международный олимпийский комитет достиг компромисса с ООН, согласно которому Югославский олимпийский комитет не был приглашен на игры, но югославским спортсменам было разрешено соревноваться под ярлыком Независимых олимпийских участников, что также было повторено на Летних Паралимпийских играх 1992 года.